# Tássia Carcavalli
Tássia Pereira De Souza Carcavalli, née le 31 mai 1992 à São Paulo, dans l'État de São Paulo au Brésil, est une joueuse brésilienne de basket-ball. Elle évolue au poste d'arrière.

## Palmarès
- 3e des Jeux panaméricains de 2011
- Vainqueur du championnat d'Amérique du Sud 2010